# Регионална лига у рагбију 2018/19.
Регионална лига у рагбију 2018/19. (службени назив: 2018–19 Regional Rugby Championship) је било 12. издање Регионалне лиге у рагбију. Учествовало је 5 рагби тимова из Хрватске, Словеније и Босне и Херцеговине. Титулу је заслужено освојио хрватски представник ЗРС (Загребачки рагби савез). Екипа из Загреба је победила све противнике.

## Учесници
- Рагби клуб Нада Сплит  Хрватска
- Далмација  Хрватска
- Загребачки рагби савез  Хрватска
- Рагби клуб Челик Зеница  БИХ
- Рагби клуб Љубљана  Словенија

## Резултати утакмица
Прво коло
Љубљана - ЗРС 29-50
Далмација - Челик Зеница 62-13
Друго коло
Нада Сплит - Далмација 13-17
Челик Зеница - Љубљана 5-12
Треће коло
Љубљана - Нада Сплит 20-37
ЗРС - Челик Зеница 20-0
Четврто коло
Далмација - Љубљана 36-10
Нада Сплит - ЗРС 17-33
Пето коло
ЗРС - Далмација 30-13
Челик Зеница - Нада Сплит 21-52

## Табела
|   | Клуб         | ИГ | Д | Н | И | ПД  | ПП  | ПР   | ЕД | ББ | Б  |  |
| - | ------------ | -- | - | - | - | --- | --- | ---- | -- | -- | -- |  |
| 1 | ЗРС          | 4  | 4 | 0 | 0 | 133 | 59  | +74  | 15 | 2  | 18 |  |
| 2 | Далмација    | 4  | 3 | 0 | 1 | 128 | 66  | +62  | 19 | 2  | 14 |  |
| 3 | Нада Сплит   | 4  | 2 | 0 | 2 | 119 | 91  | +28  | 15 | 2  | 11 |  |
| 4 | Љубљана      | 4  | 1 | 0 | 3 | 71  | 128 | -57  | 11 | 1  | 5  |  |
| 5 | Челик Зеница | 4  | 0 | 0 | 4 | 39  | 146 | -107 | 3  | -2 | -2 |  |

| Победник Регионалне лиге у рагбију 2018/2019. |
| --------------------------------------------- |
| Загребачки рагби савез 1. титула              |

## Најбољи поентери
- Ник Јуришић (ЗРС) 53 поена
- Лућијано Росо (Нада Сплит) 44 поена
- Иван Пролошчић (Далмација) 33 поена
- Петер Кавчић (Љубљана) 17 поена
- Махир Бишић (Челик Зеница) 11 поена